# Asparagus nodulosus
Asparagus nodulosus är en sparrisväxtart som först beskrevs av Anna Amelia Obermeyer, och fick sitt nu gällande namn av J.-p. Lebrun och Adélaïde Louise Stork. Asparagus nodulosus ingår i släktet sparrisar, och familjen sparrisväxter. Inga underarter finns listade i Catalogue of Life.